# 2014年葡語系運動會
2013年葡語系運動會（第三屆葡語系運動會）是以葡萄牙語作橋樑的一個綜合性運動會；運動會於2014年於印度果亞舉行。

## 籌備申辦過程
在2006年10月10日的葡語系奧林匹克委員會總會的全體會議上，總會決定把第三屆開始的葡語系運動會的會期由三年一屆改為四年一屆，以避免和奧運會同年。而在葡萄牙獲得2009年葡語系運動會的主辦權後，巴西及印度立即表示有意申辦第三屆葡語系運動會的主辦權。主辦權於2009年7月14日於里斯本經葡語運總會會員大會決定於印度果亞舉行。
果阿（印度），2014年1月19日 （体育）（4）第三届葡语系运动会在印度果阿开幕 1月18日，本届运动会吉祥物在开幕仪式上表演。当日，第三届葡语系运动会在印度果阿法托达主场馆举行开幕仪式。

## 參賽國家
所有葡語奧委會總會會員與非正式會員皆會參加本屆比賽，以下為本屆參賽國家一覽：
- 安哥拉
- 巴西
- 东帝汶
- 中國澳門
- 莫桑比克
- 葡萄牙
- 聖多美和普林西比

非正式會員
- 赤道几内亚
- 印度
- 斯里蘭卡

## 競賽項目
本屆體育競賽項目總共9大項與97小項，武術比賽首次在葡語系運動會登場，除了柔道在2009年登場以外，大多數比賽項目皆在2006年登場。室內五人制足球比賽項目因在2006年與2009年有爭議，因此沒有排入本屆比賽項目。
| - 田徑（詳細）（31） - 籃球（詳細）（2） - 沙灘排球（詳細）（2） - 足球（詳細）（1） - 柔道（詳細）（14） | - 乒乓球（詳細）（7） - 跆拳道（詳細）（8） - 排球（詳細）（2） - 武術（詳細）（30） |

## 獎牌榜
主辦國 
| 排名 | 国家／地区       | 金牌 | 银牌 | 铜牌 | 總數 |
| ---- | ---------------- | ---- | ---- | ---- | ---- |
| 1    | 印度             | 37   | 27   | 28   | 92   |
| 2    | 葡萄牙           | 18   | 20   | 12   | 50   |
| 3    | 中國澳門         | 15   | 9    | 14   | 38   |
| 4    | 斯里蘭卡         | 7    | 11   | 13   | 31   |
| 5    | 安哥拉           | 5    | 8    | 14   | 27   |
| 6    | 莫桑比克         | 4    | 4    | 5    | 13   |
| 7    | 巴西             | 2    | 1    | 3    | 6    |
| 8    |                  | 2    | 1    | 0    | 3    |
| 9    |                  | 1    | 6    | 5    | 12   |
| 10   | 聖多美和普林西比 | 0    | 1    | 0    | 1    |
| 11   | 东帝汶           | 0    | 0    | 1    | 1    |
| 總計 | 總計             | 91   | 88   | 95   | 274  |